# Julius
Julius (v Česku také často Július) je mužské křestní jméno latinského původu – patřilo původně jednomu z předních patricijských rodů. Původní význam jména není zcela jasný, někdy se vykládá jako „zářící, vlasatý, mladý“. Mohl by pocházet z řeckého slova ioulos. Může být spřízněný s Bohem Jupiterem, což je římský Bůh Otec.
Podle českého kalendáře má svátek 12. dubna.

## Zdrobněliny
Julek, Jula, Jules, Lian, Julo, Julus, Julos

## Statistické údaje

### Pro jméno Julius
Následující tabulka uvádí četnost jména v ČR a pořadí mezi mužskými jmény ve srovnání dvou roků, pro které jsou dostupné údaje MV ČR – lze z ní tedy vysledovat trend v užívání tohoto jména:
| Rok       | Četnost    | Pořadí   |
| 1999      | 2827       | 106.     |
| 2002      | 2682       | 109.     |
| Porovnání | o 145 méně | o 3 hůře |
| 2006      | 2456       | 124.     |

Změna procentního zastoupení tohoto jména mezi žijícími muži v ČR (tj. procentní změna se započítáním celkového úbytku mužů v ČR za sledované tři roky 1999–2002) je -4,4 %, což svědčí o poměrně značném poklesu obliby tohoto jména.

### Pro jméno Július
| Rok       | Četnost  | Pořadí   |
| 1999      | 1083     | 149.     |
| 2002      | 1079     | 150.     |
| Porovnání | o 4 méně | o 1 hůře |
| 2006      | 1155     | 160.     |

Změna procentního zastoupení tohoto jména mezi žijícími muži v ČR (tj. procentní změna se započítáním celkového úbytku mužů v ČR za sledované tři roky 1999–2002) je +0,4 %. Fakt, že dochází k procentnímu nárůstu, zatímco v absolutním počtu jména ubývá, je způsoben rychlostí celkového úbytku mužů v ČR ve sledovaném období.

## Julius nebo Julian v jiných jazycích
V latině a z ní přímo odvozených jazycích se již od doby římské antiky rozlišovala dvě jména Iulius a Iulianus, nebyla zaměňována ani sloučena.
- Latinsky: Iulius nebo (odlišné) Iulianus
- Slovensky: Július
- Polsky: Juliusz
- Anglicky, německy: Julius
- Francouzsky: Jule, Jules nebo (odlišné) Julien
- Italsky: Giulio  nebo (odlišné) Guliano
- Španělsky: Julio
- Rusky, bulharsky: Julij
- Srbsky: Julije
- Maďarsky: Gyula
- Maltsky: Ġiljan
- Baskicky: Julen

## Známí nositelé jména Julius
- Julius Caesar (100 př. n. l. – 44 př. n. l.) – jeden z nejvýznamnějších římských vojevůdců a politiků
- Gaius Iulius Hyginus (64 př. n. l. – asi 17) – římský polyhistor a gramatik
- sv. Julius I. (?–352) – papež
- Julius II. (1443–1513) – „válečný“ papež
- Julius III. (1487–1555) – papež
- Julius Mařák (1832–1899) – český malíř
- Julius Zeyer (1841–1901) – český prozaik, epický básník a dramatik německo-francouzského původu
- Julius Fučík (1872–1916) – český hudební skladatel a dirigent vojenských hudeb
- Julij Osipovič Martov (1873–1923) – menševický vůdce
- Julius Petřivalský (1873–1945) – český chirurg, první přednosta chirurgické kliniky LF MU
- Julius Fučík (1903–1943) – český spisovatel, novinář, politik, literární a divadelní kritik a překladatel
- Július Pántik (1922–2002) – slovenský herec
- Július Vašek (1926–2009) – slovenský herec
- Július Satinský (1941–2002) – slovenský herec
- Július Hudáček (* 1988) – slovenský hokejový brankář

## Známí nositelé jména Julian(us)
- Julianus Apostata (331–363) – římský císař
- Julian Ursyn Niemcewicz (1758–1841) – polský politik a spisovatel
- Julian Fontana (1810–1869) – polský klavírista a hudební skladatel
- Julian Dunajewski (1822–1907) – rakouský předlitavský ekonom a politik
- Julian Nowak (1865–1946) – polský politik
- Julian Marchlewski (1866–1925) – polský komunista
- Julian Mandel (1872–1935) – francouzský fotograf
- Julian Huxley (1887–1975) – anglický evoluční biolog, humanista a internacionalista
- Julian Grobelny (1893–1944) – polský politik
- Julian Tuwim (1894–1953) – polský básník a překladatel
- Julian Schwinger (1918–1994) – americký teoretický fyzik
- Julian Schnabel (* 1951) – americký malíř a filmový režisér
- Julian Sands (1958–2023) – anglický herec
- Julian Lennon (* 1963) – britský hudebník
- Julian McMahon (* 1968) – australský herec
- Julian Assange (* 1971) – spoluzakladatel WikiLeaks
- Julian Knowle (* 1974) – rakouský tenista
- Julian Casablancas (* 1978) – americký hudebník
- Julian Koch (* 1990) – německý fotbalista

### Svatí Julianové
- Julian Antiochejský, také Julian z Tarsu († 305), křesťanský mučedník
- Julian špitálník, legendární italský světec, patron města Macerata
- Julian z Toleda (642–690), římský katolík židovského původu
- Julian z Le Mans (3. století), první biskup z Le Mans
- Julian z Cuency (1127–1208), španělský biskup
- Julian z Antinoe, ctěn se sv. Basilissou
- Julian a Julius z Novary, svatí bratři
- Julian, francouzský světec, druh Luciana z Beauvais
- Julian z Emesy
- Quintin, Lucius a Julian († 430), trojice afrických mučedníků

- Juliana z Norwiche (1342 – asi 1416), anglická poustevnice a mystička